# آنتونوف ای‌ان-۳
آنتونوف ای‌ان-۳ (به انگلیسی: Antonov An-3) یک هواپیمای ساختِ کارخانهٔ آنتونوف در کشور اتحاد جماهیر سوسیالیستی شوروی است. این هواپیما در ۱۳ مه ۱۹۸۰ میلادی نخستین پرواز خود را انجام داد.